# Мартиново (Болгария)
Мартиново (болг. Мартиново) — село в Болгарии. Находится в Монтанской области, входит в общину Чипровци. Население составляет 311 человек.

## Политическая ситуация
В местном кметстве Мартиново, в состав которого входит Мартиново, должность кмета (мэра) исполняет Цена Йорданова Захариева (Национальное движение «Симеон Второй» (НДСВ)) по результатам выборов правления кметства.
Кмет (мэр) общины Чипровци — Захарин Иванов Замфиров (Земледельческий союз Александра Стамболийского (ЗСАС)) по результатам выборов в правление общины.